# 昆明医科大学
昆明医科大学，是中国云南省昆明市的一所公立医科高等学校。

## 校史

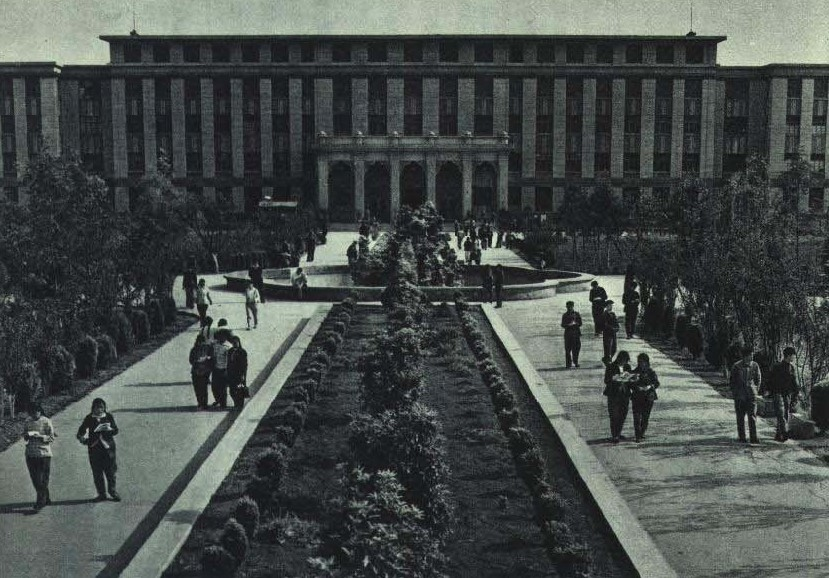
1963年 昆明医学院

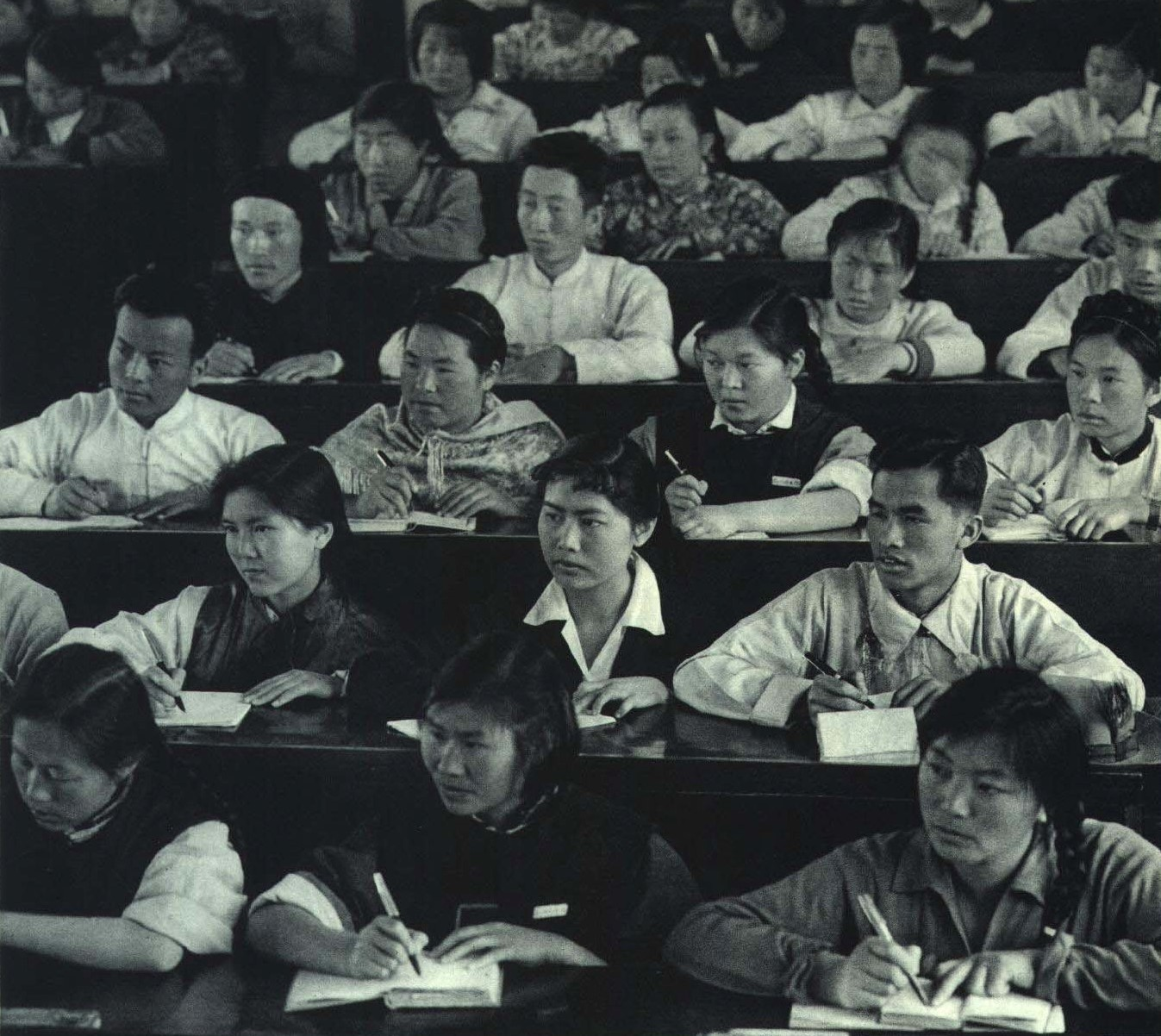
1963年 昆明医学院学生

1933年9月，云南省东陆大学医学专科班创建。1937年，云南大学医学院创建。1956年，昆明医学院由原云南大学医学院析置组建。2010年12月25日，云南医学高等专科学校正式并入昆明医学院。2012年，昆明医学院升格昆明医科大学。

## 机构设置

### 教学机构
学校有学院（部）18个，本科专业32个。
- 基础医学院
- 公共卫生学院
- 法医学院
- 药学院
- 护理学院
- 康复学院
- 人文与管理学院（医学人文教育与研究中心合署）
- 马克思主义学院
- 国际教育学院
- 继续教育学院
- 海源学院
- 外语部
- 体育部[8]

### 附属医院
学校建立了由4所直属附属医院、11所非直属附属医院：
- 第一附属医院暨第一临床学院
- 第二附属医院暨第二临床学院
- 第三附属医院暨临床肿瘤学院
- 口腔医学院暨附属口腔医院（云南省口腔医学重点实验室合署）
- 第五附属医院（个旧市人民医院）
- 第六附属医院（玉溪市人民医院）
- 附属延安医院（昆明市延安医院）
- 附属甘美医院（昆明市第一人民医院）
- 附属儿童医院（昆明市儿童医院）
- 附属曲靖医院（曲靖市第一人民医院）
- 附属昭通医院（昭通市第一人民医院）
- 附属德宏医院（德宏州人民医院）
- 附属精神卫生中心（云南省精神卫生中心）
- 附属心血管病医院（云南省阜外心血管病医院）
- 附属红河医院（红河州第一人民医院/云南省滇南中心医院）[8]

## 姊妹校

### 亞洲地區
- 中華民國臺北市：臺北醫學大學